# Peperomia putlaensis
Peperomia putlaensis är en pepparväxtart som beskrevs av G.Mathieu. Peperomia putlaensis ingår i släktet peperomior, och familjen pepparväxter. Inga underarter finns listade i Catalogue of Life.